# Nikola Pilić
Nikola "Niki" Pilić, född 27 augusti 1939 i Split, Kroatien, Kungariket Jugoslavien, är en kroatisk före detta tennisspelare. 
Pilić var en vänsterhänt professionell tennisspelare och tävlade under sin karriär för dåvarande Jugoslavien. 
Nikola Pilić var femfaldig jugoslavisk mästare i tennis, första gången 1962. Han kontrakterades 1968 som professionell spelare på den av Lamar Hunt nybildade WCT-touren och blev därmed tillsammans med Tony Roche, John Newcombe, Pierre Barthes, Roger Taylor, Cliff Drysdale, Dennis Ralston och Butch Buchholz en av "the Handsome Eight" (se för övrigt WCT). Som proffsspelare var Pilić måttligt framgångsrik. Han vann totalt tre singel- och sex dubbeltitlar. Bland singeltitlarna märks Stockholm Opens premiärupplaga 1969. Pilić rankades som bäst på 12:e plats i singel (oktober 1973). Pilic vann en dubbeltitel i en Grand Slam (GS)-turnering (US Open).

## Tenniskarriären
Pilić nådde sin första GS-final (Wimbledonmästerskapen) 1962 i dubbel tillsammans med den jugoslaviske spelaren Boro Jovanović. I finalen besegrades de av Bob Hewitt/Fred Stolle (2-6, 7-5, 2-6, 4-6). I 1966 års upplaga av turneringen spelade Pilić tillsammans med Gene Scott i första omgången den längsta dubbelmatchen som någonsin spelats där. De besegrade paret Torben Ulrich/Cliff Richey med 19-21, 12-10, 6-4, 4-6, 9-7. 
Pilić vann 1970 sin första och enda GS-titel i US Open tillsammans med fransmannen och proffskollegan Pierre Barthes. I finalen besegrade de australierna Roy Emerson/Rod Laver (6-3, 7-6, 4-6, 7-6).
I singel nådde Pilić 1973 finalen i Franska öppna. Han förlorade finalen mot Ilie Nastase som vann med 6-3, 6-3, 6-0. Samma månad suspenderades Pilić av det jugoslaviska tennisförbundet på nio månader eftersom han på grund av ett pressat spelschema vägrade att delta i det jugoslaviska Davis Cup-laget. Detta innebar att Pilić inte kunde delta i den följande Wimbledonturneringen, varvid ATP beslöt att bojkotta denna. Trots att ITF reducerade strafftiden till en månad fullföljde spelarorganisationen bojkotten, och 79 professionella spelare uteblev från det årets turnering.    
Efter avslutad internationell tävlingskarriär deltog han som icke spelande kapten för det tyska Davis Cup-laget och vann tillsammans med lagankaret Boris Becker cuptiteln 1988 och 1989 (båda gångerna finalbesegrades lag från Sverige) och med lagankaret Michael Stich titeln i 1993 års DC-upplaga (finalseger över Australien).
Under 2000-talet har Pilić fungerat som icke spelande kapten för det kroatiska DC-laget som slutsegrade 2005.

## Grand Slam-titlar
- US Open
  - Dubbel - 1970 (med Pierre Barthes)